# Можга
Можга́ (удм. Можга) — город в Удмуртской Республике России. Административный центр Можгинского района, в состав которого не входит. Образует городской округ город Можга.

## Этимология
Название город унаследовал от соседнего села Можга, из которого в будущий город в 1924 году (когда в селе случился пожар) был переведён административный центр Можгинского уезда. Можга — это название одного из удмуртских родов, всего в современной Удмуртии название этого рода входит в состав названий почти двух десятков населённых пунктов: Большая Можга, Косая Можга, Сям-Можга и т. д.

## География
Город расположен на юго-западе республики, у слияния рек Сюга и Сюгаилка, в 100 км от столицы Удмуртии города Ижевска. Вокруг Можги обширные леса и месторождения кварцевого песка, которые и определили выбор места при основании будущего города.
Часовой пояс
Город Можга, как и вся Удмуртия, находится в часовом поясе, обозначаемом как Samara Time Zone (SAMT), смещение относительно UTC составляет +4:00. По территории Удмуртии проходит меридиан 52°30′ в. д., разделяющий 3-й и 4-й географические часовые пояса, поэтому на территории западной части республики (включая Можгу) официальное время опережает географическое поясное время на один час.
Климат

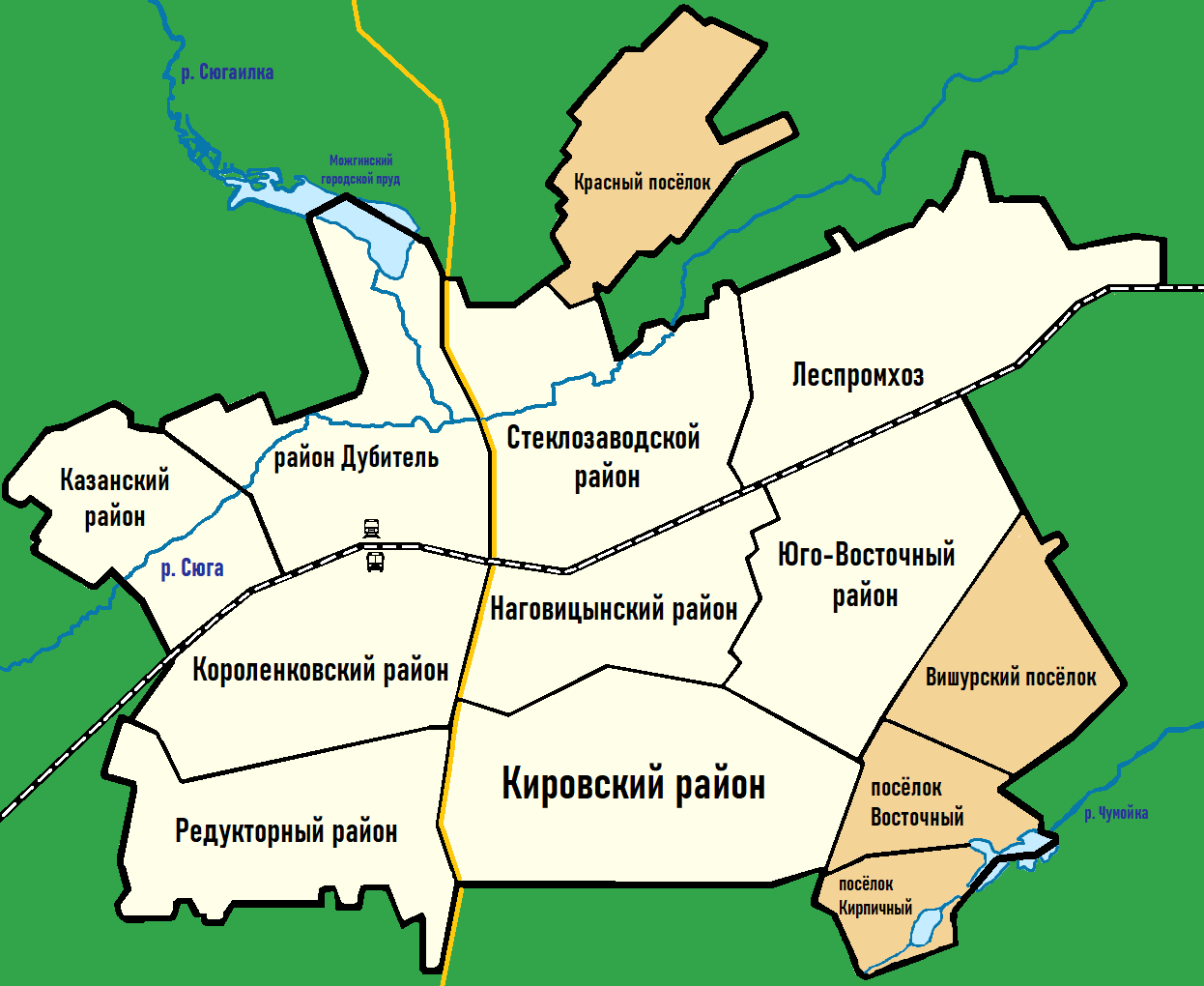
Город Можга на карте

Как и вся Удмуртия, Можга находится в зоне умеренно континентального климата, для которого характерны большая годовая амплитуда температуры воздуха (жаркое лето и холодная зима), а также значительные изменения температуры в течение суток.

## История
Впервые село Бусорман-Можга с 12 дворами упоминается в переписи 1710 года в составе Арской дороги.
Развитие поселения связано со строительством на речке Сюга в 1835 году Сюгинского стекольного завода. Завод был построен на средства елабужского купца Фёдора Григорьевича Чернова и был известен производством технического стекла, кувшинов, фигурок зверей. По итогам десятой ревизии в 1859 году в 34 дворах селения проживало 290 жителей и помимо завода на реке Сюгаилка работала водяная мельница. В 1916 году вблизи заводского посёлка была построена железнодорожная станция, получившая название Сюгинская.
3 апреля 1924 года посёлок Сюгинского завода был переименован в посёлок Красный, в который из села Можга был перенесён административный центр Можгинского уезда. 26 октября 1926 года посёлок преобразован в город Красный, а 11 марта 1927 года переименован в город Можга. 1 февраля 1963 года Можга была отнесена к городам республиканского подчинения Удмуртской АССР.

## Население
| 1897    | 1926    | 1931    | 1939    | 1959    | 1967    | 1970    | 1979    | 1989    |
| ------- | ------- | ------- | ------- | ------- | ------- | ------- | ------- | ------- |
| 803     | ↗2400   | ↗7700   | ↗22 200 | ↗29 987 | ↗32 000 | ↗33 900 | ↗40 272 | ↗46 049 |
| 1992    | 1996    | 1998    | 2001    | 2002    | 2003    | 2005    | 2006    | 2007    |
| ↗48 200 | ↗48 400 | ↘48 300 | ↗49 000 | ↘47 119 | ↘47 100 | ↗47 800 | ↗48 400 | ↗49 000 |
| 2009    | 2010    | 2011    | 2012    | 2013    | 2014    | 2015    | 2016    | 2017    |
| ↗49 700 | ↘47 961 | ↗48 000 | ↗48 764 | ↗49 284 | ↗49 841 | ↘49 777 | ↘49 733 | ↘49 617 |
| 2018    | 2019    | 2020    | 2021    | 2024    |         |         |         |         |
| ↘49 328 | ↘49 093 | ↘48 986 | ↘44 345 | ↘43 557 |         |         |         |         |

На 1 января 2024 года по численности населения город находился на 353-м месте из 1119 городов Российской Федерации.
Национальный состав
Современная Можга — город средней величины, в нём проживает (на 1 января 2018) 49 328 жителей. По данным Всероссийской переписи населения 2020 года, русские составляли 59,9 %, удмурты — 26 %, татары — 12,6 %.

## Административное устройство
В настоящее время пост Главы города занимает Эрик Уразов.
Представительным органом города является городская дума, современный состав — 26 депутатов, избран 13 сентября 2020 года. При городской думе действуют пять постоянных комиссий.

## Социальная сфера

### Образование
По данным 2009 года, в городе действовали несколько образовательных учреждений: филиал УдГУ, филиал «Ижевского Промышленно-Экономического Колледжа», БПОУ УР «Можгинский педагогический колледж имени Т. К. Борисова», ГОУ СПО «Можгинский ветеринарный колледж», Можгинский филиал АПОУ УР «Республиканский медицинский колледж МЗ УР», «Можгинское Профессиональное училище № 12», «Можгинское Профессиональное училище № 33», 9 средних общеобразовательных школ.

### Здравоохранение
Лечебно-профилактическую помощь населению города Можги и Можгинского района оказывает БУЗ УР «Можгинская районная больница МЗ УР», в состав которой входят три участковые больницы, 37 ФАП, наркологический диспансер. Больница также оказывает специализированную стационарную и экстренную медицинскую помощь жителям соседних районов: Алнашского, Граховского и Кизнерского.

### Спорт
На территории город Можга расположены спортивные учреждения:
- МУДОД «Детская — юношеская спортивная школа»
- КСЦ «Можга»
- КСК «Свет»
- ФОК ЛПУМГ
- Ледовая арена Можга

Спортивный центр «Можга» известен своими спортсменами-лыжниками, которые в 2010 году победили на всех этапах Чемпионата Удмуртии; юноши являются победителями Республиканских президентских зимних игр. Лилия Васильева является членом молодёжной сборной России по лыжным гонкам. На Всероссийских соревнованиях по лыжным гонкам на приз олимпийской чемпионки Раисы Сметаниной спортсменки из Можги заняли 1 место в эстафетных гонках 4х3 км. Спортсмены авиаклуба «Можга» являются победителями Первенства России по парапланерному спорту. Олег Владимиров является серебряным призёром Чемпионата Мира по судомодельному спорту. Команда футболистов «УПХГ» на 2010 год занимала 2 место в Чемпионате Удмуртии.
Следж-хоккеисты из Можги — Евгений Петров и Руслан Тучин — серебряные призёры Паралимпиады в Сочи в составе сборной России. В городе есть 10 мастеров спорта Удмуртии и 2 мастера спорта России, званием «Заслуженный тренер Удмуртии» удостоены тренер по тяжёлой атлетике О. В. Хомяков и тренер по спорту сверхлёгкой авиации В. М. Ткачук, звание «Заслуженный работник культуры Удмуртии» — директор ПТУ № 12 О. И. Нагорных.
В городе проводились Республиканские соревнования по лыжным гонкам «Быстрая лыжня», первенство Удмуртии по греко-римской борьбе среди юношей, турнир городов России по художественной гимнастике, Всероссийские соревнования по судомодельному спорту, Всероссийские и региональные соревнования по спорту сверхлёгкой авиации, Кубок Удмуртии по лыжным гонкам памяти пяте С. Я. Плеханова, сельские зимние спортивные игры, волейбольные соревнования памяти Ивана Быстрых.

### Культура и искусство
Из культурных центров в городе работают три музея — историко-краеведческий, народный музей «Набат памяти» и этнографический музей «Удмуртское народное искусство».
Работает структура городской централизованной библиотечной системы. В структуре ЦБС 6 библиотек — Центральная городская, детская библиотека и 4 библиотеки-филиала. Во главе ЦБС стоит Центральная городская библиотека им. Н. С. Байтерякова. Услугами библиотек системы ежегодно пользуется свыше 13 тыс. читателей. Книжный фонд насчитывает более 135 тысяч книг и периодических изданий. Библиотечно-библиографическим обслуживанием охвачено 30 % жителей города.

### СМИ
| Печатные СМИ - газета «Можгинские вести» - еженедельник «ТелеСеть Можга» Телевидение - Телеканал «Округа» | Радио - «Наше радио» (88,7 МГц) - «Хит FM» (89,7 МГц) - «Радио Шансон» (90,5 МГц) - «Like FM» (91,2 МГц) - «Радио Болгар» (91,7 МГц) - «Comedy Radio» (95,2 МГц) - «Дорожное радио» (95,6 МГц) - «Радио ENERGY» (96,0 МГц) - «Радио Дача» (96,4 МГц) | - «DFM» (96,8 МГц) - «Русское радио» (97,6 МГц) - «Милицейская волна» (100,3 МГц) - «Авторадио» (100,7 МГц) - «Новое радио» (101,6 МГц) - «Радио Моя Удмуртия» / «Можгинское радио» (102,1 МГц) - «Радио России» / «ГТРК Удмуртия» (104,0 МГц) - «Ретро FM» (105,9 МГц) - «Юмор FM» (107,4 МГц) |

## Архитектура
Первый план застройки города был разработан С. Е. Пустошинцевым в 1924 году. С момента образования города строительство проходило во всех районах Можги. Архитектура города представлена как старыми, так и новыми зданиями. К старейшим зданиям принадлежит целый ряд деревянных домиков одного или двух этажей. Они окрашены в зелёные, синие или голубые цвета. К таким зданиям относится и железнодорожный вокзал, который сохранил свои форму и цвет. Среди зданий раннего советского периода выделяются одно- или двухэтажные дома с высокими фасадами, построенные из красного кирпича. Среди зданий позднего советского периода можно выделить здания средней этажности (на 4-6 этажей) из кирпича, здания предприятий, учреждений образования и культуры. Среди современной застройки выделяется военкомат, бизнес-центр «Можга» и несколько новых торговых центров.
Памятников в городе немного, все они в основном возведены в советское время и отражают эту эпоху. Наиболее значимым для можгинцев является мемориальный комплекс в честь погибших воинов-можгинцев во Второй мировой войне. Он представляет собой братскую могилу, вокруг которой возведена стена памяти, на самой могиле — памятник, а перед могилой военная техника — танк и пушка. Кроме этого в городе сооружён памятник в честь погибших воинов-участников войны в Афганистане, комплекс, посвящённый 175-летию города, ещё один памятник погибшим воинам ВОВ, несколько памятных табличек (например, Леонтьеву Анатолию Кузьмичу, основателю и первому директору художественной школы, краеведам города).

## Экономика

### Транспорт
Можга является значительным транспортным узлом республики в юго-западной её части. Здесь проходит железная дорога Казань — Агрыз — Екатеринбург Горьковской железной дороги, на которой расположены пассажирская и товарная станция «Можга», а также остановочные пункты пригородных поездов 1030 и 1035 километр. Со столицей республики город связан автомобильной трассой Р320. Первая железнодорожная станция появилась в городе в 1916 году и называлась Сюгинская. Она обслуживала Сюгинский стекольный завод и уездный город Можга. Сегодня погрузочно-пассажирская железнодорожная станция называется Можга, здание вокзала сохранилось до сегодняшнего дня.
Восточнее города отходит автомобильная дорога, которая соединяет Можгу с Ижевском. На север уходит дорога, которая соединяет с соседним районным центром — селом Вавож. На юг через село Можга проходит автомобильный путь на Алнаши, а на юго-запад — дорога на село Полякова, где она раздваивается и соединяет Можгу с районными центрами Грахово и Кизнер. В 1990-х годах на южной окраине была построена объездная дорога, соединяющая восточное, южное и юго-западное направления.
Из городского транспорта в городе представлен только городской автобус, который насчитывает 8 маршрутов.

### Промышленность
Можга — значительный промышленный центр юго-западной части Удмуртии, крупнейшие предприятия города:
- АОр «МДНП „Красная звезда“» — производство мебели и канцтоваров из дерева
- ООО Можгинский литейный завод «Арсенал» — производство литых изделий из чугуна, стали и цветных сплавов
- ООО «Можга-Редуктор» — изготовление редукторов, металлообработка
- ОАО «Свет» — изготовление стеклянной и пластиковой тары
- ОOО «Можгасыр» — производство сыров

### Сфера обслуживания и торговли
Услугами магазинов пользуются жители Алнашского, Граховского, Кизнерского, Вавожского, Можгинского районов. В Можге осуществляют работу 36 торговых сетей. На текущее время в городе Можге предлагают свои услуги 288 объектов розничной торговли, 63 объекта общественного питания, 154 объекта бытового обслуживания населения, 1 рынок, 1 ярмарка.

## Религия
В городе действует несколько религиозных общин. Самая крупная — православная. Первый православный храм Можги (тогда ещё Сюгинского завода), был построен в 1901 году. В настоящее время в городе действует Михайло-Архангельский и Свято-Никольский храмы, приходы которых входят в состав Можгинского благочиния Ижевской и Удмуртской епархии.
Второй по величине религиозной общиной города являются мусульмане. В Можге действует построенная в 1990-е годы мечеть и при ней духовная школа. Имамом является Абдурашид-хазрат Газизулин.
Также в Можге действуют несколько протестантских общин — Евангельские христиане-баптисты, Церковь адвентистов седьмого дня и Российская церковь христиан веры евангельской.

## Известные уроженцы
- Пушков Борис Сергеевич (1931—2014) — советский и российский художник, член Союза художников СССР с 1961 года. Председатель Союза художников Марийской АССР (1968―1971, 1974― 1975), член правления Союза художников РСФСР (1972―1976). Один из художников, определивших лицо марийского изобразительного искусства и в особенности ― марийского пейзажа. Заслуженный художник Российской Федерации (1996). Лауреат Государственной премии Марийской АССР (1976). Член КПСС с 1962 года.